# Gardenia esculenta
Gardenia esculenta är en måreväxtart som beskrevs av Jonathan S. Stokes. Gardenia esculenta ingår i släktet Gardenia och familjen måreväxter. Inga underarter finns listade i Catalogue of Life.